# Moe Bandy
Marion Franklin "Moe" Bandy Jr. (12 de  febrero de 1944) es un cantante de música country estadounidense. Fue más popular durante la década de 1970, cuando tuvo varias canciones de éxito, tanto en solitario como con su compañero de canto, Joe Stampley.

## Primeros años y grabaciones
Marion Bandy nació en Meridian, Misisipi, Estados Unidos, también la ciudad natal del cantante de country Jimmie Rodgers. Más tarde declaró: "Mi abuelo trabajó en los ferrocarriles con Jimmie Rodgers. Era el jefe del astillero ferroviario de Meridian y Jimmie Rodgers trabajaba para él. Decía que tocaba su guitarra todo el tiempo entre trabajo y trabajo".
Su padre le apodó Moe cuando era un niño. La familia Bandy se trasladó a San Antonio, Texas, cuando Moe tenía seis años. Su madre tocaba el piano y cantaba. Su padre, que tenía una banda de country llamada Mission City Playboys, enseñó a Bandy a tocar la guitarra, pero no hizo mucho uso de esa habilidad hasta la adolescencia. El deseo de su padre de que Moe también tocara el violín nunca se materializó.
Hizo algunas apariciones con los Mission City Playboys, pero durante sus años de instituto mostró poco interés por la música y mucho por los rodeos. Probó el bronco-busting y la monta de toros y, a los 16 años, tanto él como su hermano Mike competían en rodeos por todo Texas.

## Éxito profesional
En 1962, empezó a hacer carrera en la música country. Formó una banda a la que llamó Moe and the Mavericks y encontró trabajo tocando en pequeñas cervecerías, honky-tonks y clubes de una amplia zona de San Antonio. De joven intentó sonar como Hank Williams y George Jones: "Incluso me corté el pelo como el suyo".
Durante el día trabajaba para su padre como chapista, un empleo que duró 12 años, durante los cuales realizó algunas grabaciones para varios sellos pequeños. En 1964, su primer sencillo, "Lonely Girl", no causó mucha impresión. En 1973, se lanzó en solitario cuando el productor discográfico Ray Baker, que había escuchado sus maquetas, le propuso ir a Nashville (Tennessee). La canción de Bandy "I Just Started Hatin' Cheatin' Songs Today" se publicó inicialmente en Footprint Records, pero llamó la atención del sello discográfico GRC. En marzo de 1974, entró en la lista de éxitos country de Estados Unidos, alcanzando el número 17. Le siguieron otros éxitos menores, como "It Was Always So Easy To Find An Unhappy Woman (Till I Started Looking For Mine)" y "Don't Anyone Make Love at Home Anymore".
En 1975, una canción escrita por su amigo Lefty Frizzell y Whitey Shaffer le dio un éxito country número 7. "Bandy The Rodeo Clown" se convertiría no splo en una de sus favoritas, sino también en una de sus grabaciones más populares. Bandy encontró el éxito en Columbia Records con "Hank Williams, You Wrote My Life" de Paul Craft y añadió más éxitos, como "Here I Am Drunk Again". De 1977 a 1979, fue un habitual de las listas de éxitos country con singles como "I'm Sorry For You, My Friend", "Cowboys Ain't Supposed To Cry", "That's What Makes The Jukebox Play", y un dúo con Janie Fricke, "It's A Cheating Situation". En 1979, consiguió su primer número 1 en solitario con "I Cheated Me Right Out of You".

## Dúos
Ese mismo año, en 1979, Bandy unió sus fuerzas a las de Joe Stampley y grabó un novedoso sencillo de carácter irónico: "Just Good Ol' Boys". La canción alcanzó el primer puesto en la lista de éxitos del país y dio lugar a la continuación de su asociación. El dúo, conocido comúnmente como "Moe y Joe", tuvo más éxitos entre 1979 y 1985, como "Holding The Bag", "Tell Ole I Ain't Here" y "Hey Joe (Hey Moe)". En 1984, tuvieron problemas de derechos de autor con su parodia del fenómeno de Boy George/Culture Club, entonces en curso; "Where's The Dress" utilizaba la introducción del riff de guitarra del éxito de Culture Club "Karma Chameleon", que alcanzó el número 1 durante 3 semanas en el Billboard Hot 100 a principios de ese año. "Where's the Dress" alcanzó un máximo en el Top Ten, en el número 8 de las listas de country.
Durante la década de 1980, Bandy mantuvo una línea constante de éxitos en solitario, incluyendo "Yesterday Once More", "Rodeo Romeo", "She's Not Really Cheatin' (She's Just Gettin' Even)" y "Till I'm Too Old To Die Young". Bandy también registró éxitos a dúo con Judy Bailey ("Following The Feeling") y Becky Hobbs ("Let's Get Over Them Together"). A lo largo de los años, mantuvo un programa regular de giras y apareció en programas de televisión. En los últimos años, redujo su programa de giras.

## Años posteriores
Bandy resumió su música cuando dijo: "Realmente creo que mis canciones tratan de la vida. Hay engaños, bebida y divorcios en todas partes y de eso trata la música country dura". Y añadió: "Si hubiera hecho todo lo que canto, estaría muerto".
Bandy abrió su popular Americana Theatre en Branson, Misuri, en 1991 y actúa allí con frecuencia.
Moe, junto con su hermano, Mike Bandy, seis veces clasificado para la NFR, fueron incluidos en el Salón de la Fama de los Vaqueros de Texas en 2007.